# Navteq
Navteq – firma z Chicago dostarczająca dane dla Systemów Informacji Geograficznej (ang. GIS) takich jak np. urządzenia do nawigacji satelitarnej GPS. Siedziba główna dla krajów zaliczanych do regionu EMEA mieści się w Veldhoven w Holandii. 
Navteq specjalizuje się w dostarczaniu najbardziej rozbudowanych i szczegółowych danych drogowych dla urządzeń GPS. Jest wiodącą firmą na świecie w tej branży. 1 października 2007 firmą Navteq zainteresowała się Nokia, która w 2008 dokonała przejęcia i włączenia do jednostki Here w 2011. 
Największym konkurentem firmy Navteq jest firma Tele Atlas.